# James McAvoy
James McAvoy (/ˈmækəvɔɪ/, sinh ngày 21 tháng 4 năm 1979) là một diễn viên điện ảnh sân khấu người Scotland. Anh khởi nghiệp từ lúc còn là thiếu niên trong bộ phim The Near Room (1995). Anh nổi tiếng nhờ những vai chính trong các phim X-Men First Class, X-Men: Days of Future Past, Atonement, The Last King of Scotland, Wanted, Frank Herbert's Children of Dune và series truyền hình trên truyền hình Anh quốc Shameless. Anh còn tham gia lồng tiếng cho 2 bộ phim hoạt hình Gnomeo & Juliet và Arthur Christmas. McAvoy đã đoạt giải BAFTA Rising Star Award và một giải BAFTA Scotland, một giải  British Independent Film Awards cho nam diễn viên xuất sắc nhất. Anh cũng được đề cử giải ALFS Award, hai lần đề cử BAFTA Awards, một lần cho giải European Film Award, và một Giải thưởng Quả cầu vàng (Golden Globe award).

## Thời thơ ấu
James McAvoy sinh ở Port Glasgow, Scotland, mẹ là Elizabeth, một nữ y tá chăm sóc bệnh nhân tâm thần, cha là James McAvoy, làm thợ nề. Cha và mẹ của McAvoy ly dị khi anh mới 7 tuổi. Anh sống với ông bà ngoại, bà Mary và ông James Johnstone và em gái Joy McAvoy (nay là một ca sĩ) ở Drumchapel; một vùng của Glasgow. Anh ít khi gặp mẹ, còn cha thì càng ít gặp hơn.. Em trai cùng cha khác mẹ của James đang thụ án tù vì tội giết người. Có lẽ chính vì vậy, ngay đêm nhận giải BAFTA, những người đầu tiên anh nhớ tới là gia đình: James đã không ngớt lời cảm ơn mẹ, ông bà và vợ anh. Ngoài ra, anh không có một lời nào nhắc tới cha cũng như em trai .
McAvoy tốt nghiệp Trường trung học St. Thomas Aquinas ở Jordanhill, Glasgow, một trường dòng của đạo Thiên chúa giáo, và đã dự định sẽ trở thành cha xứ. Trong khi đi học, anh đã phải đi làm thêm ở một lò bánh. Nhưng cuối cùng anh tốt nghiệp Viện Âm nhạc và Kịch Hoàng gia Scotland (Royal Scottish Academy of Music and Drama) vào năm 2000.

## Sự nghiệp
Vai diễn đầu tiên của McAvoy là trong vở The Near Room năm 1995, anh thú nhận rằng anh không mấy hứng thú với việc diễn xuất vào thời gian đó nhưng lại được người diễn viên mà mình yêu thích, Alana Brady truyền cảm hứng. Tiếp đến là vai Anthony Balfour trong phim Regeneration của Pat Barker vào năm 1997. Anh tiếp tục đóng phim khi còn là thành viên của Rạp hát PACE Youth và sau đó McAvoy tốt nghiệp trường Học viện Âm nhạc và Nghệ thuật Hoàng gia Scotland vào năm 2000. Năm 2000, McAvoy xuất hiện trong nhiều bộ phim cũng như các chương trình TV. Vào 2001, anh xuất hiện trong vở kịch Out in the Open. Anh hóa thân vào vai một gã vận chuyển ma túy đồng tính đã khiến cho nhà làm phim Joe Wright ấn tượng và mời anh về đóng phim, nhưng anh đã không chấp nhận.[14]
Anh cũng góp mặt trong Privates on Parade ở Donmar Warehouse, lần nay anh đã gây chú ý với nhân vật Sam Mendes. Cũng vào năm 2001, vai diễn có tính đột phá và ghi dấu được dấu ấn của anh là vai diễn trong loạt phim Band of Brothers do Steven Spielberg và Tom Hanks đồng sản xuất.  Được phát sóng trên HBO. Anh tiếp tục gặt hái thành công vào năm 2002 trong White Teeth.
Vai diễn quốc tế đầu tiên của anh là Leto Atreides II vào năm 2003 Sci Fi Channel miniseries Frank Herbert's Children of Dune (chuyển thể từ tiểu thuyết của Frank Herbert). Trong năm đó, McAvoy còn xuất hiện trong series truyền hình của BBC tên Early Doors và series phim kinh dị State of Play kể về vụ điều tra của một tờ báo về cái chết của một phụ nữ trẻ và được phát sóng trên BBC One. Năm 2004 anh bắt đầu vai Steve McBride trong series Shameless trên kênh Channel 4, và với vai này anh được đề cử giải British Comedy Award cho Best TV Newcomer. Anh cũng xuất hiện trong hai tác phẩm: Wimbledon vai người em khó chịu của Paul Bettany là Carl Colt, cùng với Kristen Dunst đảm nhiệm vai chính. Năm 2005 anh bắt đầu vai trò trong cùng lúc ba xuất phẩm, trong đó có một bộ phim từng trình chiếu ở Việt Nam là Biên niên sử Narnia.
Năm 2006 đánh dấu một bước ngoặt lớn trong sự nghiệp của McAvoy khi anh cùng Forest Whitaker nhập vai chính (Bác sĩ Garrigan) trong phim Vị vua cuối cùng của Scotland. Phim này phỏng theo cuốn tiểu thuyết của Giles Foden cũng có cùng tên viết về cuộc đời của nhà độc tài Uganda tên Idi Amin những năm 1970. Tính cách nhân vật Garrigan được hình thành bởi sự hòa trộn các tính cách một số người thân cận với Amin, trong đó chủ yếu là một nhân vật người Anh có tên Bob Astles, cố vấn hàng đầu của Amin trong thời ông này trị vì và dân Uganda gán cho biệt danh Chuột bạch ("The White Rat").
Cùng năm đó, McAvoy đảm nhận vai chính trong Starter for 10. Phim được phỏng theo tiểu thuyết Starter for Ten của David Nicholls. McAvoy giành được giải Mary Selway/Orange Rising Star Award tại BAFTA Awards 2006 cho vai diễn này. Anh cũng hoàn thành vai diễn trong Penelope năm 2006 này, dù phim gặp trục trặc trong phát hành nên đến tận cuối 2008 mới phát hành được.
Đến 2007 McAvoy xuất hiện cùng lúc trong hai bộ phim được giới phê bình hoan nghênh nhiệt liệt là: Becoming Jane, một phim tình cảm lãng mạn có cốt truyện xuất phát từ cuộc đời thực của Jane Austen, và phim Atonement, với kịch bản phỏng theo cuốn tiểu thuyết cùng tên đã đoạt giải của Ian McEwan năm 2001. McAvoy được đề cử một giải Quả cầu vàng cho vai diễn trong Atonement. Cùng lúc anh tham gia đóng góp cho việc làm phim Three Way Split của hai đạo diễn Neil Hunter và Tom Hunsinger, những không tham gia trực tiếp vào phim.
Với bộ phim bom tấn mới mà McAvoy tham gia: Wanted, được phát hành vào 25 tháng 6 năm 2008. Phim này dựa vào loạt truyện tranh (comic book) cùng tên. McAvoy diễn vai Wesley Gibson, một anh chàng 25 tuổi, vốn làm nghề kế toán, suốt ngày bù đầu bởi các bảng tính và báo cáo cho đến khi phát hiện ra thân phận của mình vốn là con của một siêu sát thủ. Sau đó, anh chàng kế toán viên được đào luyện để thành một siêu sát thủ bởi một người bạn của người cha đã quá cố là Sloan (do Morgan Freeman thủ vai), và một siêu sát thủ khác tên Fox, do Angelina Jolie thủ vai. McAvoy đã thông báo về việc tham gia phim The Last Station, một phim màn ảnh rộng sẽ phát hành vào mùa Xuân 2009. Phim này dựa trên cuốn tiểu thuyết in năm 1990 của Jay Parini viết về những năm cuối đời của đại văn hào Nga Leo Tolstoy cùng bạn diễn là vợ của McAvoy, diễn viên Anne-Marie Duff. Cũng trong 2009, anh sẽ trở lại với vở kịch được dàn dựng lại có tên Three Days of Rain ở Nhà hát Apollo, London.

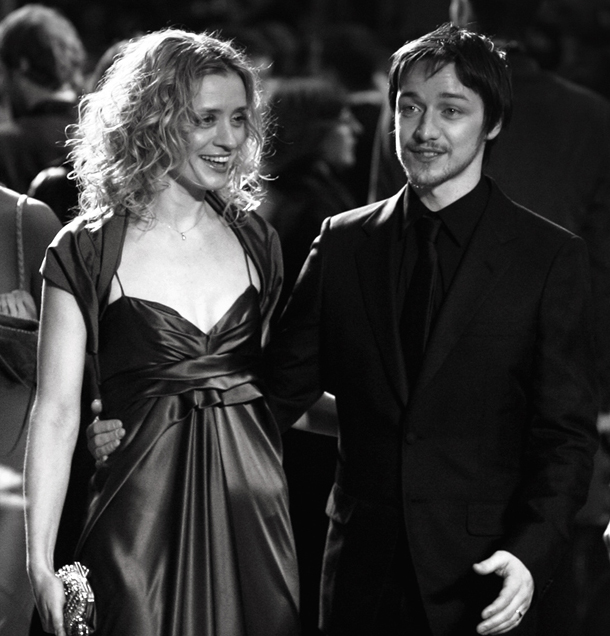
James McAvoy và vợ, nữ diễn viên Anne-Marie Duff tại Orange British Academy of Film Awards ở Nhà hát Opera Hoàng gia London (London's Royal Opera House) tháng Giêng 2007

Anh cũng đã nhận vai Bilbo Baggins, trong phim The Lord Of The Rings mới, có phụ đề The Hobbit . Anh cũng có thể đảm nhận vai Kurt Cobain trong phim Heavier Than Heaven.
McAvoy là một thành viên nhiệt thành của Hội Chữ thập Đỏ Anh British Red Cross.

## Đời tư

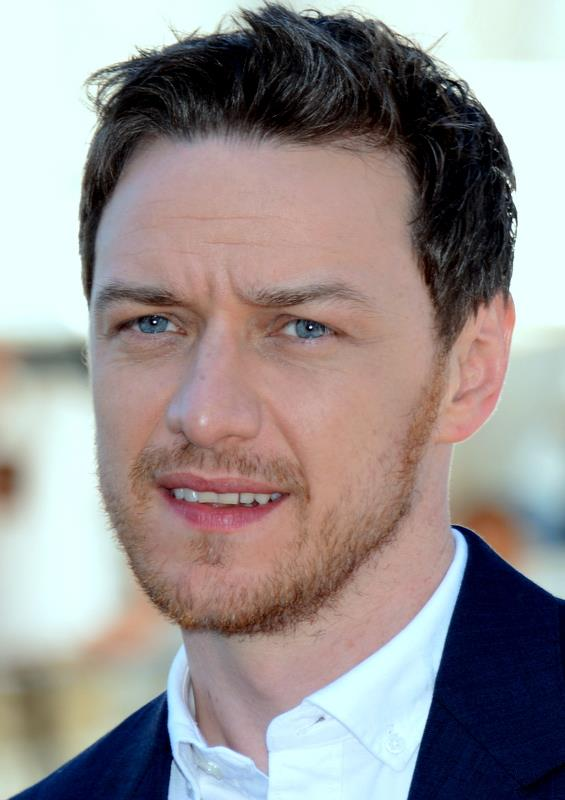
James McAvoy năm 2014.

McAvoy đã từng có quan hệ yêu đương với nữ diễn viên Scotland Emma Nielsen (nghệ danh Emma King). Họ bắt đầu hò hẹn khi McAvoy 16 tuổi nhưng chia tay vào năm 2003. Sau đó anh cưới nữ diễn viên Anne-Marie Duff năm 2006. Họ sống ở London. McAvoy thích các tiểu thuyết khoa học giả tưởng và là một fan hâm mộ của Câu lạc bộ bóng đá Celtic..
Mặc dù là một ngôi sao đang lên rất nhanh, song McAvoy lại sống thiên về tinh thần, tình cảm, không lấy vật chất và phô trương làm trọng. Sau thành công của một loạt phim, cho đến sau khi chiếu Wanted, anh vẫn đi một chiếc xe Nissan Micra có trị giá 2.000 USD trên thị trường hiện nay. Hai vợ chồng James sống trong một căn hộ nhỏ xíu trên tầng hai tại khu Stroud Green, nằm cách xa những khu dân cư sang trọng phía Bắc thành phố London. Chiếc xe này đã 10 năm tuổi chỉ có giá 2.000 USD trên thị trường. Anne-Marie Duff, vợ và hơn McAvoy 9 tuổi, mua căn hộ này với giá 340.000 USD vào năm 2006, trước khi hai người kết hôn. McAvoy tâm sự: "Tôi vẫn là tôi như trước khi nổi tiếng, làm mọi việc mà mọi người không để ý. Tôi thích có một bữa ăn yên tĩnh và thoải mái với bạn bè hơn là vụng về tham gia một đại tiệc nơi mọi người đều biết rõ về bạn".
Khác với đại đa số các ngôi sao khác, McAvoy thích gia đình và thích cả làm những việc vặt trong gia đình như rửa bát, nấu nướng. Anh nói: "Mỗi khi ở nhà và không phải làm việc, tôi thường tự nấu ăn. Tôi có cảm giác như mình bị tách ra khỏi thế giới loài người nếu như tôi không tự mình nấu nướng."
Món sở trường của McAvoy là hành nấu cari. Đồ ăn Ấn Độ là sở thích của anh. Và anh cũng thích thử nấu các món Mexico nhưng không được như ý cho lắm. Không đến mức khó nuốt nhưng nó không ra được hương vị đích thực của Mexico.
McAvoy nói sẽ không bao giờ sống ở Mỹ. Cả sáu phim trước của anh đều được quay tại châu Âu và 4 trong số đó là ở ngay nước Anh. Anh từng nghĩ: "không hẳn bạn cứ phải chuyển tới Mỹ mới có cảm giác được sống trong thế giới điện ảnh. Thứ đắt nhất mà anh đang sở hữu và anh nhắc đến chỉ là chiếc xe scooter (xe gắn máy) của mình. Nhưng nó bị hỏng nhiều quá và anh tiếc là đã phải bán nó. Anh hy vọng sẽ sớm có được một chiếc Vespa khác dù anh đang có nhiều triệu đôla.
Địa điểm du lịch yêu thích của anh là châu Phi bởi lẽ anh đã không có nhiều thời gian dành cho vùng đất này khi tới đây. Anh tâm sự: "Đó là một châu lục thật đáng kinh ngạc. Tôi thích được ngắm nhìn những chú gorilla ở Rwanda hay Uganda. New Zealand cũng là một trong những địa điểm yêu thích của tôi."
Anh luôn cảm thấy lúng túng, khó khăn khi đóng các cảnh quá nóng bỏng với các nữ diễn viên khác. Anh bày tỏ: "Những cảnh sex luôn là ác mộng của tôi. Chưa bao giờ tôi cảm thấy dễ dàng. Lúc nào cũng như đang phải vật lộn với một biển mồ hôi và sự khó chịu. Khi người ta nói "Action!", kịch bản bảo bạn phải cảm nhận thấy khuôn ngực của một quý cô thì bạn sẽ phải thấy rõ bộ ngực đó, hơi thở đó. Bạn hoàn toàn không có lựa chọn nào khác! Với diễn viên nữ cùng diễn khác, anh cũng luôn xấu hổ như vậy.

## Từ thiện
Tại một thời điểm, McAvoy đã làm một cú nhảy "đáng sợ" từ tòa nhà bệnh viện cao nhất thế giới để giúp gây quỹ cho tổ chức từ thiện Retrak cho trẻ em ở Uganda, giúp trẻ em vô gia cư. Ngoài ra, McAvoy làmột người ủng hộ nổi tiếng của Hội Chữ thập đỏ Anh và anh đã đi đến Uganda để nhận thêm nhiều sự giúp đỡ. Anh đã tham gia vào các tổ chức từ thiện sau khi quay The Last King of Scotland trong vài tháng và đã bị sốc bởi những gì mìnhđã thấy. Vào tháng 2 năm 2007, anhđã đến thăm miền bắc Uganda và đã dành bốn ngày để xem các dự án được hỗ trợ bởi Hội Chữ thập đỏ Anh.

## Danh sách phim

### Điện ảnh
| Năm  | Tác phẩm                                                       | Vai diễn                                    | Chú thích |
| ---- | -------------------------------------------------------------- | ------------------------------------------- | --- |
| 1995 | The Near Room                                                  | Kevin Savage                                | |
| 1997 | An Angel Passes By                                             | Cậu bé địa phương                           | Phim ngắn |
| 1997 | Regeneration                                                   | Anthony Balfour                             | Tên khác Behind the Lines |
| 2001 | Swimming Pool                                                  | Mike                                        | Tên khác The Pool |
| 2003 | Bright Young Things                                            | Bá tước Balcairn                            | |
| 2003 | Bollywood Queen                                                | Jay                                         | |
| 2004 | Wimbledon                                                      | Carl Colt                                   | |
| 2004 | Strings                                                        | Hal Tara                                    | Lồng tiếng |
| 2004 | Inside I'm Dancing                                             | Rory O'Shea                                 | Tên khác Rory O'Shea Was Here Đề cử - Diễn viên xuất sắc nhất - London Film Award |
| 2005 | The Chronicles of Narnia: The Lion, the Witch and the Wardrobe | Mr. Tumnus                                  | Đề cử - London Film Award cho Diễn viên phụ của năm |
| 2006 | The Last King of Scotland                                      | Bác sĩ Nicholas Garrigan                    | BAFTA Scotland Award cho Diễn viên xuất sắc nhất Rising Star Award, BAFTA Đề cử—BAFTA Award cho diễn viên phụ xuất sắc nhất Đề cử—British Independent Film Award cho Diễn viên xuất sắc nhất Đề cử - European Film Award cho diễn viên xuất sắc nhất Đề cử - London Film Award cho Diễn viên xuất sắc nhất                                |
| 2006 | Starter for 10                                                 | Brian Jackson                               | |
| 2007 | Becoming Jane                                                  | Thomas Lefroy                               | |
| 2007 | Penelope                                                       | Johnny Martin / Max Campion                 | |
| 2007 | Chuộc lỗi (phim)                                               | Robbie Turner                               | Empire Award cho Diễn viên xuất sắc nhất London Film Award cho diễn viên của năm Đề cử - BAFTA Award cho Diễn viên chính xuất sắc nhất Đề cử - European Film Award cho diễn viên xuất sắc nhất Đề cử - Golden Globe Award cho Diễn viên xuất sắc nhất – Motion Picture Drama Đề cử - Irish Film Award Cho Diễn viên Quốc tế xuất sắc nhất |
| 2008 | Wanted                                                         | Wesley A. Gibson                            | Đề cử - MTV Movie Award cho nụ hôn đẹp nhất |
| 2009 | The Last Station                                               | Valentin Bulgakov                           | Đề cử - Satellite Award cho Diễn viên phụ xuất sắc nhất - Motion Picture |
| 2011 | Gnomeo and Juliet                                              | Gnomeo                                      | Lồng tiếng |
| 2011 | The Conspirator                                                | Frederick Aiken                             | |
| 2011 | X-Men: First Class                                             | Professor Charles Xavier                    | IGN Award Diễn viên xuất sắc nhất Đề cử - Scream Award cho Diễn viên xuất sắc nhất Đề cử - Scream Award cho Siêu Anh Hùng xuất sắc nhất Đề cử - Scream Award cho Diễn viên xuất sắc nhất Đề cử - People Choice Award cho Siêu Anh Hùng được yêu thích nhất Đề cử - People's Choice Award cho diễn viên xuất sắc nhất                      |
| 2011 | Arthur Christmas                                               | Arthur                                      | Lồng tiếng |
| 2013 | Welcome to the Punch                                           | Max Lewinsky                                | London Film Award cho diễn viên của năm |
| 2013 | Trance                                                         | Simon Newton                                | London Film Award cho diễn viên của năm |
| 2013 | Filth                                                          | Bruce Robertson                             | British Independent Film Award cho Diễn viên xuất sắc nhất London Film Award cho Diễn viên của năm Empire Award cho diễn viên xuất sắc nhất |
| 2014 | Muppets Most Wanted                                            | Delivery Man                                | Khách mời |
| 2014 | X-Men: Days of Future Past                                     | Giáo sư Charles Xavier                      | Đồng vai diễn với Patrick Stewart |
| 2014 | The Disappearance of Eleanor Rigby                             | Conor Ludlow                                | Hoàn thành, chưa phát hành |
| 2015 | Frankenstein                                                   | Victor Frankenstein                         | Đang quay |
| 2016 | X-Men: Cuộc chiến chống Apocalypse                             | Charles Xavier / Giáo sư X                  | |
| 2016 | Split                                                          | Kevin Wendell Crumb / The Horde / The Beast | |
| 2017 | Atomic Blonde                                                  | David Percival                              | |
| 2017 | Submergence                                                    | James Moore                                 | |
| 2018 | Sherlock Gnomes                                                | Gnomeo (voice)                              | |
| 2018 | Deadpool 2                                                     | Charles Xavier / Professor X                | Uncredited cameo |
| 2019 | Glass                                                          | Kevin Wendell Crumb / The Horde / The Beast | |
| 2019 | X-Men: Phượng hoàng bóng tối                                   | Charles Xavier / Professor X                | |
| 2019 | Gã hề ma quái 2                                                | Bill Denbrough                              | Post-production; Shared role with Jaeden Lieberher |
| 2024 | Không nói điều dữ                                              | Paddy                                       | |

### Truyền hình
| Năm         | Tác phẩm                           | Vai diễn             | Chú thích                                                                        |
| ----------- | ---------------------------------- | -------------------- | -------------------------------------------------------------------------------- |
| 1997        | The Bill                           | Gavin Donald         | Chương trình truyền hình Tập: "Rent"                                             |
| 2001        | Band of Brothers                   | Pvt. James W. Miller | Miniseries Tập: "Replacements"                                                   |
| 2001        | Lorna Doone                        | Sergeant Bloxham     | Phim truyền hình                                                                 |
| 2001        | Murder in Mind                     | Martin Vosper        | Chương trình truyền hình Tập: "Teacher"                                          |
| 2002        | White Teeth                        | Josh Malfen          | Chương trình truyền hình 2 tập                                                   |
| 2002        | The Inspector Lynley Mysteries     | Gowan Ross           | Chương trình truyền hình Tập: "Payment in Blood"                                 |
| 2002        | Foyle's War                        | Ray Pritchard        | Chương trình truyền hình Tập: "The German Woman"                                 |
| 2003        | Frank Herbert's Children of Dune   | Leto Atreides II     | Chương trình truyền hình 3 tập                                                   |
| 2003        | State of Play                      | Dan Foster           | Chương trình truyền hình 6 tập                                                   |
| 2003        | Early Doors                        | Liam                 | Chương trình truyền hình 4 tập                                                   |
| 2004 - 2005 | Shameless                          | Steve McBride        | Chương trình truyền hình 13 tập Đề cử - British Comedy Award cho Bộ phim hài mới |
| 2005        | ShakespeaRe-Told                   | Joe Macbeth          | Chương trình truyền hình Tập: "Macbeth"                                          |
| 2009        | Angelina Ballerina: The Next Steps | Maurice Mouseling    | Lồng tiếng Phim hoạt hình                                                        |
| 2018        | Watership Down                     | Hazel (voice)        | 4 tập                                                                            |
| 2019        | Saturday Night Live                | Himself / Host       | Episode: "James McAvoy/Meek Mill"                                                |
| 2019        | His Dark Materials                 | Lord Asriel          |                                                                                  |

### Sân khấu
| Năm  | Tác phẩm                   | Vai diễn               | Chú thích                              |
| ---- | -------------------------- | ---------------------- | -------------------------------------- |
|      | The Tempest                | Ferdinand              | Brunton Theatre                        |
| 1999 | West Side Story            | Riff                   | Courtyard Centre for the Arts Hereford |
| 1999 | Romeo and Juliet           | Romeo                  | Courtyard Centre for the Arts Hereford |
|      | Beauty and the Beast       | Bobby Buckfast         | Adam Smith Theatre                     |
| 2000 | The Reel of the Hanged Man | Gerald                 | Traverse Theatre                       |
|      | Lovers                     | Joe                    | Royal Lyceum Theatre                   |
| 2001 | Out In The Open            | Iggy                   | Hampstead Theatre                      |
| 2001 | Privates on Parade         | Private Steven Flowers | Donmar Warehouse                       |
| 2005 | Breathing Corpses          | Ben                    | Royal Court Theatre                    |
| 2009 | Three Days of Rain         | Walker & Ned           | Apollo Theatre                         |
| 2013 | Macbeth                    | Macbeth                | Trafalgar Studios                      |
| 2015 | The Ruling Class           | Jack Gurney            | Trafalgar Studios                      |
| 2019 | Cyrano de Bergerac         | Cyrano                 | Playhouse Theatre                      |

### Audio
| Năm  | Tác phẩm          | Vai diễn                                  | Ghi chú     |
| ---- | ----------------- | ----------------------------------------- | ----------- |
| 2013 | Neverwhere        | Richard Mayhew                            | BBC Radio 4 |
| 2015 | Heart of Darkness | Charles Marlow                            | BBC Radio 4 |
| 2020 | The Sandman       | Dream (Morpheus, Lord of Dreams, Sandman) | Audible     |